# Lotto-Belisol Ladiesteam/2006
Deze pagina geeft een overzicht van Lotto-Belisol Ladiesteam in 2006.

## Ladies Team
| Naam                   | Geboortedatum | Nationaliteit    |
| ---------------------- | ------------- | ---------------- |
| Marielle Aunave        | 08-04-1969    | Frankrijk        |
| Claire Baxter          | 24-01-1982    | Australië        |
| Liesbet De Vocht       | 05-01-1979    | België           |
| Sofie De Vuyst         | 02-04-1987    | België           |
| Elise Depoorter        | 09-02-1988    | België           |
| Siobhan Dervan         | 22-12-1978    | Ierland          |
| Ludivine Henrion       | 23-01-1984    | België           |
| Myriam Jacotey         | 03-10-1985    | België           |
| Christa Pirard         | 11-07-1984    | Nederland        |
| Kim Schoonbaert        | 02-03-1986    | België           |
| Veronique Staes        | 23-02-1989    | België           |
| Inge van den Broeck    | 21-03-1978    | België           |
| Annelies Van Doorslaer | 15-01-1989    | België           |
| An Van Rie             | 09-06-1974    | België           |
| Christine Vardaros     | 19-07-1969    | Verenigde Staten |
| Grace Verbeke          | 12-11-1984    | België           |
| Kathy Watt             | 11-09-1964    | Australië        |

## Overwinningen

### Weg
| Nationale kampioenschappen wielrennen Tijdrit Australië: Kathy Watt Tijdrit België: An Van Rie Wegwedstrijd Ierland: Siobhan Dervan Ladys Berry Classic`s Indre Liesbet De Vocht Corswarem An Van Rie Erwtegem Claire Baxter Bornem An Van Rie Assebroek Liesbet De Vocht Rotheux Kathy Watt Outrijve Ludivine Henrion | Heusden Ludivine Henrion Kontich Liesbet De Vocht Veurne An Van Rie Peer Ludivine Henrion Wolvertem-Slozen 1e etappe: Liesbet De Vocht Eindklassement: Liesbet De Vocht Zichem Ludivine Henrion Comiens Sofie De Vuyst Houtvenne Grace Verbeke |

### Veldrijden
Cross Reusel
Ludivine Henrion
2006 · 2007 · 2008 · 2009 · 2010 · 2011 · 2012 · 2013 · 2014 · 2015 · 2016 · 2017 · 2018 · 2019 · 2020 · 2021 · 2022 · 2023 · 2024